# Episodi di Hostages

La prima e unica stagione della serie televisiva Hostages è stata trasmessa in prima visione assoluta negli Stati Uniti da CBS dal 23 settembre 2013 al 6 gennaio 2014.
In Italia la stagione è stata trasmessa in prima visione da Premium Action, canale a pagamento della piattaforma Mediaset Premium, dall'8 giugno al 14 settembre 2014. In chiaro è andata in onda su Canale 5 dal 17 novembre 2014 al 29 gennaio 2015.
| nº | Titolo originale       | Titolo italiano             | Prima TV USA      | Prima TV Italia   |
| -- | ---------------------- | --------------------------- | ----------------- | ----------------- |
| 1  | Pilot                  | Ostaggi                     | 23 settembre 2013 | 8 giugno 2014     |
| 2  | Invisible Leash        | Le conseguenze delle azioni | 30 settembre 2013 | 15 giugno 2014    |
| 3  | Power of Persuasion    | Il potere della persuasione | 7 ottobre 2013    | 22 giugno 2014    |
| 4  | 2:45 PM                | In fuga                     | 14 ottobre 2013   | 29 giugno 2014    |
| 5  | Truth and Consequences | Una decisione cruciale      | 21 ottobre 2013   | 6 luglio 2014     |
| 6  | Sister's Keeper        | Visita a sorpresa           | 28 ottobre 2013   | 13 luglio 2014    |
| 7  | Hail Mary              | Senza via d'uscita          | 4 novembre 2013   | 20 luglio 2014    |
| 8  | The Good Reason        | Un buon motivo              | 11 novembre 2013  | 27 luglio 2014    |
| 9  | Loose Ends             | Questioni in sospeso        | 18 novembre 2013  | 3 agosto 2014     |
| 10 | Burden of Truth        | Il peso della verità        | 25 novembre 2013  | 10 agosto 2014    |
| 11 | Off the Record         | Informazioni riservate      | 2 dicembre 2013   | 17 agosto 2014    |
| 12 | The Cost of Living     | Il prezzo della vita        | 9 dicembre 2013   | 24 agosto 2014    |
| 13 | Fight or Flight        | Combattere o fuggire        | 16 dicembre 2013  | 3 settembre 2014  |
| 14 | Suspicious Minds       | Sospetti                    | 6 gennaio 2014    | 7 settembre 2014  |
| 15 | Endgame                | Fine dei giochi             | 6 gennaio 2014    | 14 settembre 2014 |

## Ostaggi
- Titolo originale: Pilot
- Diretto da: Jeffrey Nachmanoff
- Scritto da: Alon Aranya, Jeffrey Nachmanoff

### Trama
La sera precedente ad un delicato intervento chirurgico sul Presidente degli Stati Uniti d'America, la dottoressa Ellen Sanders e la sua famiglia vengono presi in ostaggio all'interno della loro abitazione da un gruppo di uomini armati. Alla loro testa c'è l'agente speciale dell'FBI Duncan Carlisle, che impone al medico di uccidere il capo di Stato nel corso dell'operazione in cambio della liberazione dei suoi familiari.
- Ascolti Stati Uniti: telespettatori 7 410 000[3]

## Le conseguenze delle azioni
- Titolo originale: Invisible Leash
- Diretto da: Jason Ensler
- Scritto da: Rick Eid, Jeffrey Nachmanoff

### Trama
"L'incidente" che fa posporre l'intervento non scalfisce il piano di Duncan. Dopo aver terrorizzato Ellen minacciando la vita dei suoi familiari, la obbliga ad inserire loro un localizzatore sottopelle. Impone agli ostaggi di condurre normalmente le loro vite, avvertendoli che saranno costantemente monitorati. Secondo questo principio, Brian viene obbligato ad andare dalla sua amante e collega Samantha. Intanto è cresciuta l'attenzione dei servizi segreti sul personale dell'ospedale legato all'operazione, per scoprire se la somministrazione di anticoagulanti al Presidente Kincaid sia effettivamente stata un errore.
- Ascolti Stati Uniti: telespettatori 5 960 000[4]

## Il potere della persuasione
- Titolo originale: Power of Persuasion
- Diretto da: Henry Bronchtein
- Scritto da: Rick Eid, Jeffrey Nachmanoff

### Trama
Origliando una telefonata Ellen scopre che Duncan ha una figlia. Cerca quindi di rintracciarla per saperne di più sul padre. Il clamore provocato dallo scambio di farmaci e dal "suicidio" della presunta colpevole, inducono il Presidente a cambiare chirurgo e i suoi attentatori ad eliminare ogni traccia del complotto. Scampato ad un tentativo di ucciderlo, l'agente Carlisle cerca di tenere in piedi l'operazione facendo pressioni all'interno dello staff presidenziale e imponendo alla dottoressa Sanders di convincere il suo paziente a cambiare idea. Intanto i sequestratori cominciano a conoscersi e a studiarsi l'un l'altro.
- Ascolti Stati Uniti: telespettatori 5 220 000[5]

## In fuga
- Titolo originale: 2:45 PM
- Diretto da: Russell Lee Fine
- Scritto da: Aron Eli Coleite

### Trama
Su impulso di Brian, i Sanders preparano e mettono in atto un piano di fuga verso il Canada.
- Altri interpreti: Tonya Pinkins (Beth Nix)
- Ascolti Stati Uniti: telespettatori 5 160 000[6]

## Una decisione cruciale
- Titolo originale: Truth and Consequences
- Diretto da: Karen Gaviola
- Scritto da: Jennifer Cecil

### Trama
Dopo che Duncan ha sparato a Brian, Ellen rinuncia alla fuga e torna a casa per curare il marito. Archer svela a Carlisle di essere stato costretto ad uccidere Angela. L'agente gli ordina allora di recuperare il corpo dal nascondiglio in cui lo ha lasciato. Mentre dà la caccia a Morgan e Jake, Sandrine viene rapita dagli uomini di un suo creditore.
- Ascolti Stati Uniti: telespettatori 5 160 000[7]

## Visita a sorpresa
- Titolo originale: Sister's Keeper
- Diretto da: David Von Ancken
- Scritto da: Jennifer Schuur

### Trama
I servizi segreti scoprono che un uomo la cui descrizione corrisponde a quella di Archer è stato visto allontanarsi con Angela poco prima del suo incidente. L'agente Hoffman interroga quindi la dottoressa Sanders e chiede la collaborazione di Carlisle per determinare se la donna nasconda qualcosa. Per i sequestratori le cose si complicano ulteriormente quando Ellen riceve una visita a sorpresa da parte di sua sorella Lauren. Mentre Brian studia un piano per procurarsi un'arma, Kramer aiuta Sandrine a racimolare la cifra necessaria ad estinguere il suo debito.
- Altri interpreti: Nina Arianda (Lauren)
- Ascolti Stati Uniti: telespettatori 4 900 000[8]

## Senza via d'uscita
- Titolo originale: Hail Mary
- Diretto da: Matt Earl Beesley
- Scritto da: Rick Eid, Alon Aranya

### Trama
Persa la pistola, Brian non rinuncia al suo proposito di uccidere Duncan. Ellen si rivolge all'amico avvocato Burton Delaney, ignara che si tratti del genero di Carlisle. Dopo che la sua ginecologa ha segnalato i propri sospetti, Morgan viene avvicinata da un'assistente sociale. Kramer è alle prese con i suoi sensi di colpa per aver sparato ad un uomo durante la fuga dalla bisca, mentre Archer in carcere porta avanti la sua missione che prevede di assassinare un possibile testimone scomodo.
- Ascolti Stati Uniti: telespettatori 4 790 000[9]

## Un buon motivo
- Titolo originale: The Good Reason
- Diretto da: SJ Clarkson
- Scritto da: Cassie Pappas

### Trama
Dopo che Brian ha iniettato a Duncan il veleno destinato al Presidente, Ellen salva la vita al sequestratore, memore delle parole di Delaney. Nel frattempo Kincaid comunica al suo capo di gabinetto Quentin Creasy ed al Colonnello Thomas Blair di voler rendere pubblico e smantellare un sistema di sorveglianza segreto molto invasivo della privacy. Un colloquio di sei mesi prima tra i due sottoposti rivela che questo è il motivo che sta alla base del complotto. Mentre Ellen cerca di liberarsi della sorveglianza di Archer per contattare la moglie di Carlisle, Kramer viene interrogato in merito ad una registrazione video che lo collega all'omicidio commesso durante la fuga dalla bisca.
- Ascolti Stati Uniti: telespettatori 4 530 000[10]

## Questioni in sospeso
- Titolo originale: Loose Ends
- Diretto da: Henry Bronchtein
- Scritto da: Rick Eid, Jeffrey Nachmanoff

### Trama
Nonostante l'interrogatorio di Brian si sia rivelato infruttuoso, Hoffman continua testardamente ad indagare, tanto da diventare un bersaglio dei cospiratori. Dopo la morte di Boyd, Carlisle non è disposto ad assassinare l'agente dei servizi segreti e cerca una soluzione alternativa. La relazione tra Sandrine e Kramer va avanti, creando un forte nervosismo in Archer. Duncan fornisce ad Ellen una nuova dose di veleno, ordinandole di lasciarla in un determinato armadietto dell'ospedale fino al giorno dell'intervento. Il chirurgo fa analizzare segretamente la sostanza.
- Ascolti Stati Uniti: telespettatori 4 540 000[11]

## Il peso della verità
- Titolo originale: Burden of Truth
- Diretto da: Phil Abraham
- Scritto da: Joshua Allen

### Trama
Duncan conferma ad Ellen che sua moglie Nina è figlia illegittima del Presidente e le spiega che il suo interesse nella cospirazione è quello di ottenere il midollo per curare la consorte. La Sanders lo convince a lasciarla cercare altri possibili donatori compatibili. Morti Hoffman e Creasy, Carlisle incontra Logan, il suo nuovo contatto governativo. Non fidandosi di lui, controlla le sue mosse e scopre che sta assoldando un cecchino. Morgan trova in bagno il telefono di Boyd, pieno di chiamate non risposte provenienti da suo padre. Con l'aiuto di Sandrine elabora un piano per calmare le preoccupazioni del genitore ed evitare di attirare attenzioni sulla famiglia.
- Ascolti Stati Uniti: telespettatori 5 620 000[12]

## Informazioni riservate
- Titolo originale: Off the Record
- Diretto da: Duane Clark
- Scritto da: Nick Santora

### Trama
Sandrine viene contattata da Logan, che le offre denaro e documenti falsi per lei e per suo figlio in cambio di informazioni sulle mosse del suo gruppo. I sequestratori partono per New York nel tentativo di eliminare il cecchino loro concorrente. Dopo il rifiuto di Brian a collaborare accedendo alle planimetrie degli edifici da cui l'assassino potrebbe colpire, Ellen si offre di aiutare Duncan attraverso Samantha. La madre di Neta fa visita a Burton Delaney, dicendosi pronta a rivelare alla stampa la storia dello stupro subito da parte del Presidente Kincaid. L'avvocato cerca di farle cambiare idea.
- Ascolti Stati Uniti: telespettatori 4 510 000[13]

## Il prezzo della vita
- Titolo originale: The Cost of Living
- Diretto da: Frederick E. O. Toye
- Scritto da: Rick Eid, Jeffrey Nachmanoff

### Trama
Carlisle viene condotto con la forza ad un incontro con Blair. Ascoltate le sue spiegazioni sugli eventi newyorkesi, il colonnello gli chiede di occuparsi di un agente dei servizi segreti la cui posizione in comando impedisce a Logan di avere il pieno controllo della situazione. Dopo il bacio con Duncan, Ellen è molto imbarazzata e confusa. Al lavoro le capita di salvare la vita all'assassino di un poliziotto e la cosa la fa riflettere sui propri propositi. Brian non rinuncia a lottare contro i sequestratori e con una scusa si reca alla stazione di polizia. I movimenti di Sandrine insospettiscono Archer, che condivide i suoi dubbi con Carlisle. Duncan organizza quindi un tranello per verificare la fedeltà della donna.
- Ascolti Stati Uniti: telespettatori 4 690 000[14]

## Combattere o volare
- Titolo originale: Fight or Flight
- Diretto da: Bill Johnson
- Scritto da: Rick Eid, Jeffrey Nachmanoff

### Trama
Informata degli eventi da Brian, Nina si rifiuta di proseguire le cure e torna a casa di Burton, chiedendo a Duncan di interrompere il suo piano. Ellen non accetta più di uccidere il Presidente, confidando nel fatto che Carlisle non sia veramente disposto ad assassinare la sua famiglia. Dopo aver scoperto il doppio gioco di Sandrine, Duncan e Archer cercano di prevederne le mosse. Il vicepresidente annuncia a Blair di aver pensato di candidare Vanessa Moore al ruolo a cui lui ambiva.
- Ascolti Stati Uniti: telespettatori 5 090 000[15]

## Sospetti
- Titolo originale: Suspicious Minds
- Diretto da: Anton Cropper
- Scritto da: Rick Eid

### Trama
Appena scopre che Neta è stata rapita da Blair, Duncan ordina ad Archer di non uccidere Sandrine, senza però rivelargli come stanno le cose. Organizza poi la fuga di Brian e Morgan, ma il collaboratore comincia a capire che qualcosa non va. Ellen intanto porta avanti il suo piano per prelevare il midollo del Presidente senza assassinarlo.
- Ascolti Stati Uniti: telespettatori 5 070 000[16]

## Fine dei giochi
- Titolo originale: Endgame
- Diretto da: Jeffrey Nachmanoff
- Scritto da: Jeffrey Nachmanoff

### Trama
Poco prima dell'intervento al Presidente Kincaid la first lady affronta Ellen, pretendendo spiegazioni dopo aver scoperto che non è mai stata fatta alcuna analisi per il marker genetico della demenza. Divenuta un'antagonista di Blair, Vanessa fornisce il suo aiuto a Duncan per salvare sua moglie e sua figlia. Mentre gli estremisti ingaggiati come diversivo da Carlisle si preparano ad entrare in scena, Archer non riesce a credere che l'amico possa averlo ingannato ed attende con i suoi tre prigionieri la fine dell'operazione.
- Ascolti Stati Uniti: telespettatori 4 690 000[16]